# Bobby Rondinelli
Bobby Rondinelli (Brooklyn, Nueva York; 27 de julio de 1955) es un baterista de rock y heavy metal, conocido especialmente por su trabajo con las bandas Blue Öyster Cult, Rainbow, Quiet Riot, Black Sabbath, Sun Red Sun, The Lizards, y su propia banda, Rondinelli.

## Discografía

### Con Rainbow
- Difficult to Cure (1981)
- Straight Between the Eyes (1982)
- Finyl Vinyl (1986) (Rondinelli aparece en varias canciones)

### Con Quiet Riot
- Terrified (1993)

### Con Black Sabbath
- Cross Purposes (1994)
- Cross Purposes Live (1995)

### Con Sun Red Sun
- Sun Red Sun (1995)
- Lost Tracks (1999)
- Sunset (2000)

### Con Rondinelli
- Wardance (1985)
- Our Cross, Our Sins (2002)

### Con Blue Öyster Cult
- Heaven Forbid (1998)
- Curse of the Hidden Mirror (2001)
- A Long Day's Night (2002)

### Con Riot
- Through the Storm (2002)

### Con Doro Pesch
- Force Majeure (1989)

### Con The Lizards
- Rule (2003)
- The live ! (2005)
- Cold blooded kings (2005)
- Against all odds (2006)
- Archeology (2008)